# Justizvollzugsanstalt Pöschwies
Die Justizvollzugsanstalt Pöschwies (ehemals Strafanstalt Pöschwies, zuvor Strafanstalt Regensdorf) ist die grösste geschlossene Justizvollzugsanstalt der Schweiz. Sie befindet sich in Regensdorf im Kanton Zürich.

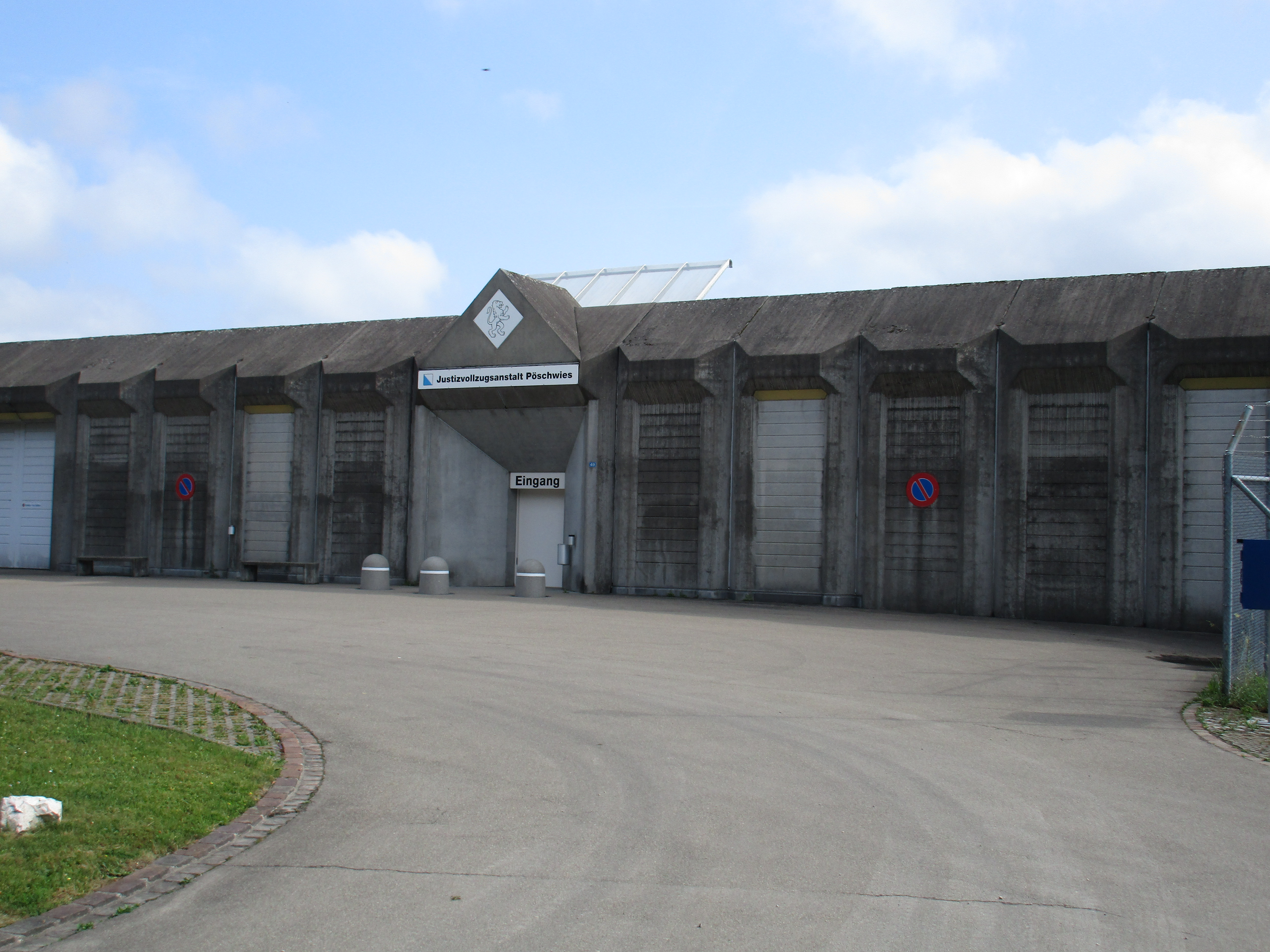
Besuchereingang der Justizvollzugsanstalt Pöschwies

Die Strafanstalt Regensdorf als Vorgänger der JVA Pöschwies. Historisches Luftbild von Werner Friedli, aufgenommen 1949.

## Geschichte
Die Justizvollzugsanstalt Pöschwies wurde in den Jahren 1981 bis 1995 nach Plänen des Architekturbüros Tanner und Loetscher errichtet. Sie ersetzte die im Jahr 1901 eröffnete Strafanstalt Regensdorf (die ihrerseits das Zuchthaus im ehemaligen Kloster Oetenbach ersetzt hatte) und wurde 1995 in Betrieb genommen. Die JVA Pöschwies bietet Platz für 374 Männer, die zu einer Freiheitsstrafe von mindestens einem Jahr, einer stationären Massnahme oder zu einer Verwahrungsmassnahme verurteilt worden sind. Sie beschäftigt über 300 Mitarbeitende. Die durchschnittliche Aufenthaltsdauer der Gefangenen in der JVA Pöschwies beträgt rund drei Jahre.
Die JVA Pöschwies verfügte einst über die Zweigbetriebe «Kolonie Ringwil» und das «Haus Lägern». Die «Kolonie Ringwil» war eine offene Anstalt ohne Sicherungsmauern und verfügt über 60 Vollzugsplätze. Sie ist heute in dieser Form nicht mehr in Betrieb. Das «Haus Lägern» umfasst 23 Vollzugsplätze. Diese stehen dem offenen Strafvollzug, dem Arbeitsexternat im Strafvollzug und dem Arbeitsexternat des Massnahmenvollzugs nach Art. 59 StGB zur Verfügung. Es befindet sich in unmittelbarer Nähe zur Justizvollzugsanstalt Pöschwies.

## Trivia
Der Gefangenenchor der Strafanstalt Regensdorf hat unter der Leitung von Ernst Kunz im Jahr 1973 eine Schallplatte herausgegeben.